# András Fejes
András Fejes (Székesfehérvár, 26 agosto 1988) è un ex calciatore ungherese, di ruolo difensore.

## Palmarès

### Club

#### Competizioni nazionali
- Campionato ungherese: 1

Videoton: 2014-2015